# Jasionów (gmina)
Jasionów – dawna gmina wiejska w powiecie brodzkim województwa tarnopolskiego II Rzeczypospolitej. Siedzibą gminy był Jasionów.
Gminę utworzono 1 sierpnia 1934 r. w ramach reformy na podstawie ustawy scaleniowej z dotychczasowych gmin wiejskich: Dubie, Hucisko Brodzkie, Jasionów, Kadłubiska, Majdan Pieniacki, Ponikwa, Suchodoły i Wołochy.
Po wojnie obszar gminy został odłączony od Polski i włączony do Ukraińskiej SRR.